# Steve Tompkins
Pour les articles homonymes, voir Tompkins.
Steve Tompkins est un scénariste et producteur de télévision ayant travaillé notamment pour Les Simpson, Les Stubbs et Fanboy et Chum Chum. Actuellement il scénarise et produit des épisodes de Mon oncle Charlie.
À l'Université Harvard, d'où il sort diplômé en 1988, il écrivait pour le Harvard Lampoon.

## Scénariste

### PourLes Simpson
| Année | Titre                                                    | Titre original                                          | Saison | Épisode | Scénariste        |
| ----- | -------------------------------------------------------- | ------------------------------------------------------- | ------ | ------- | ----------------- |
| 1995  | Simpson Horror Show VI - Cauchemar sur Evergreen Terrace | Treehouse of Horror VI - Nightmare on Evergreen Terrace | 7      | 6       | Bob Anderson      |
| 1996  | 22 courts-métrages sur Springfield                       | 22 Short Films About Springfield                        | 7      | 21      | Jim Reardon       |
| 1996  | Un Milhouse pour deux                                    | A Milhouse Divided                                      | 8      | 6       | Steven Dean Moore |
| 1997  | Les Vrais-Faux Simpson                                   | The Simpsons Spin-Off Showcase                          | 8      | 24      | Neil Affleck      |

### Autres
- 1990-1993 : In Living Color (68 épisodes)
- 1991 : Best of the Worst
- 1992-1993 : The Edge (20 épisodes)
- 1994-1995 : Profession : critique (4 épisodes)
- 1997 : Working (1 épisode)
- 1999-2001 : Les Stubbs (42 épisodes)
- 2001-2006 : The Bernie Mac Show (12 épisodes)
- 2007 : Les As du braquage (2 épisodes)
- 2009-2011 : Fanboy et Chum Chum (10 épisodes)
- 2010 : Everyday Kid
- 2012 : Wilfred (1 épisode)
- 2012-2013 : Mon oncle Charlie (6 épisodes)

### Producteur
- 1992-1993 : The Edge (20 épisodes)
- 1994-1995 : Profession : critique (23 épisodes)
- 1995-1998 : Les Simpson (57 épisodes)
- 1997-1998 : Working (22 épisodes)
- 1999-2001 : Les Stubbs (42 épisodes)
- 2001 : Bev
- 2001-2006 : The Bernie Mac Show (61 épisodes)
- 2004 : Entourage (8 épisodes)
- 2005 : Life on a Stick (13 épisodes)
- 2007 : Les As du braquage (13 épisodes)
- 2009-2012 : Fanboy et Chum Chum (49 épisodes)
- 2010 : Everyday Kid
- 2013 : Mon oncle Charlie (1 épisode)

### Acteur
- 1999 : Les Stubbs (1 épisode)
- 2009-2011 : Fanboy et Chum Chum : plusieurs personnages (5 épisodes)